# Rhapis puhuongensis
Rhapis puhuongensis är en enhjärtbladig växtart som beskrevs av M.S.Trudgen, T.P.Anh och Andrew James Henderson. Rhapis puhuongensis ingår i släktet Rhapis och familjen Arecaceae.
Artens utbredningsområde är Vietnam. Inga underarter finns listade i Catalogue of Life.